# درجة متماثلة
في الجيولوجيا، الدرجة المتماثلة (بالإنجليزية: isograd) هي سطح مستو لدرجة تحول بتأثير الضغط والحرارة تتميز بالثبات في المجال؛ وهي تفصل المناطق المتحولة بتأثير الضغط والحرارة للمعادن الدليلية المختلفة المتحولة بتأثير الضغط والحرارة.[1] على الخرائط الجيولوجية التي تركز على التضاريس الأرضية المتحولة بتأثير الضغط والحرارة (أو المناظر الطبيعية التي تقع تحت الصخور المتحولة بتأثير الضغط والحرارة)، وعادة ما يتم ترسيم الحدود بين الصخور التي تتسم بدرجة تحول مختلفة بتأثير الضغط والحرارة عن طريق خطوط الدرجات المتماثلة. ودرجة التماثل للعقيق، على سبيل المثال، سوف تحدد التواجد الأول للعقيق في الصخور. والمعادن الموجودة في الصخور المتحولة بتأثير الضغط والحرارة مهمة لأن التجارب المعملية التي تمت تحت درجات ضغط وحرارة عالية وفرت معلومات كثيرة بشأن حالات الضغط والحرارة التي تتشكل تحتها معادن متحولة معينة. على سبيل المثال، مع زيادة درجة الحرارة والضغط فإن أول المعادن التي تتشكل من السجيل هي الميكة، لا سيما الكلوريت وبيوتيت. ومع زيادة درجة الحرارة والضغط يظهر العقيق، ثم الكيانيت (تحت ضغط عالٍ نسبيًا) أو السليمانيت (تحت درجة حرارة مرتفعة نسبيًا). ويمكن الإشارة إلى المنطقة المتحولة بتأثير الضغط والحرارة التي بها كلوريت باسم منطقة الكلوريت، والمنطقة التي بها عقيق باسم منطقة العقيق، وهكذا دواليك. ولتوصيل هذه المعلومة بسهولة، عادة ما يتم إدراج المعادن المتحولة المهيمنة الموجودة في صخور الشيست بالاسم، كما هو الحال، على سبيل المثال، بالنسبة لشيست العقيق أو شيست العقيق-ساتورولايت وهكذا دواليك.

## المؤلفات
- Best, M.G.; 2003: Igneous and Metamorphic Petrology, Blackwell Publishing (2nd ed.), ISBN 978-1-4051-0588-0.
- Philpotts, A.R.; 1990: Principles of Igneous and Metamorphic Petrology, Prentice Hall, ISBN 0-13-691361-X.